# イエロメジェフリー剛
イエロメ ジェフリー剛（イエロメ ジェフリーつよし、英語名：Jeffry Tsuyoshi Ieromeあるいは Jeffry Ierome、1982年5月18日 - ）は、ニュージーランド出身のラグビー選手。

## プロフィール
- ポジションはセンター(CTB)。
- 身長 180cm、体重 99kg
- 旧名ジェフリー・イエロメ [4]。

## 略歴
ラグビーは5、6歳から始めた。
セントピーター高校、オークランド工業大学を経て、2007年、近鉄ライナーズに加入。
2015年、NTTドコモレッドハリケーンズに加入。
2018年、NTTドコモレッドハリケーンズを退団した。